# Live in Concert E.P. - Roskilde Festival 2007
Live in Concert E.P. - Roskilde Festival 2007 è il settimo EP del musicista danese Trentemøller, pubblicato il 27 giugno 2008 dalla Poker Flat Recordings.

## Descrizione
Contiene quattro brani registrati dal vivo nel 2007 presso l'annuale Roskilde Festival più tre remix di altrettanti brani tratti dall'album di debutto The Last Resort e indicati come bonus track.

## Tracce
Musiche di Anders Trentemøller.
1. Take Me into Your Skin (Live at Roskilde 2007) – 10:11
2. Snowflake (Live at Roskilde 2007) – 7:52
3. Into the Trees (Live at Roskilde 2007) – 8:15
4. Miss You (Live at Roskilde 2007) – 4:10

Tracce bonus
1. Moan (Mikael Simpson Version) – 3:19 (testo: Mikael Simpson)
2. Vamp (Kasper Bjørke Remix) – 6:49
3. Miss You (Gluteus Maximus Remix - Extended Version) – 10:09

## Formazione
Hanno partecipato alle registrazioni, secondo le note di copertina:
Musicisti
- Anders Trentemøller – tastiera, percussioni, glockenspiel e programmazione (tracce 1-4)
- Henrik Vibskov – batteria acustica e percussioni (tracce 1-4)
- Mikael Simpson – chitarra e percussioni (tracce 1-4)
- Ane Trolle – voce (traccia 5)
- Samúel Jón Samúelsson – arrangiamento strumenti ad arco (traccia 7)
- Roland String Octect – strumenti ad arco (traccia 7)
- Helgi Svavar Helgason – batteria aggiuntiva (traccia 7)
- Davi Ór Jónsson – sintetizzatore aggiuntivo (traccia 7)

Produzione
- Anders Trentemøller – produzione
- Mikael Simpson – remix e produzione aggiuntiva (traccia 5)
- Kasper Bjørke – remix e produzione aggiuntiva (traccia 6)
- Gluteus Maximus – remix, produzione aggiuntiva e missaggio (traccia 7)
- Gumundur Kristinn Jónssin – registrazione (traccia 7)
- Emmanuel Geller – missaggio e mastering (traccia 7)